# Prevét

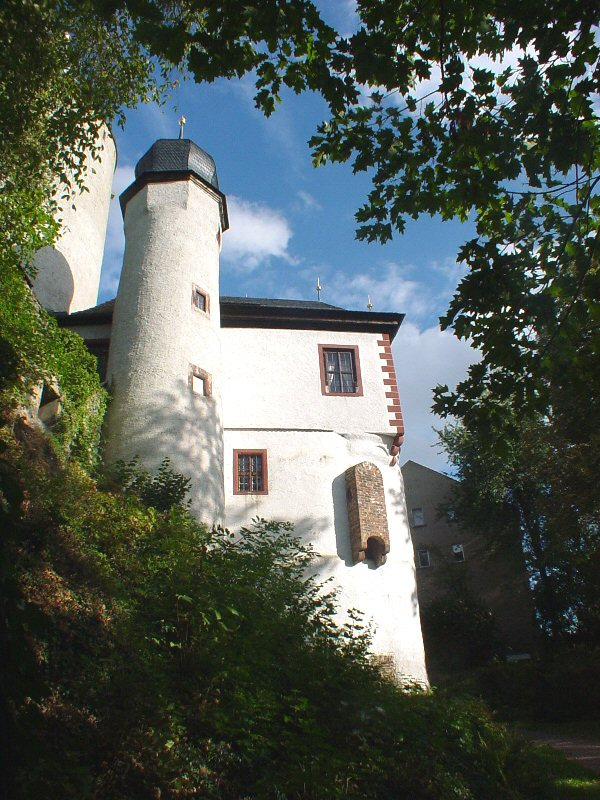
Prevét na německém hradě Posterstein

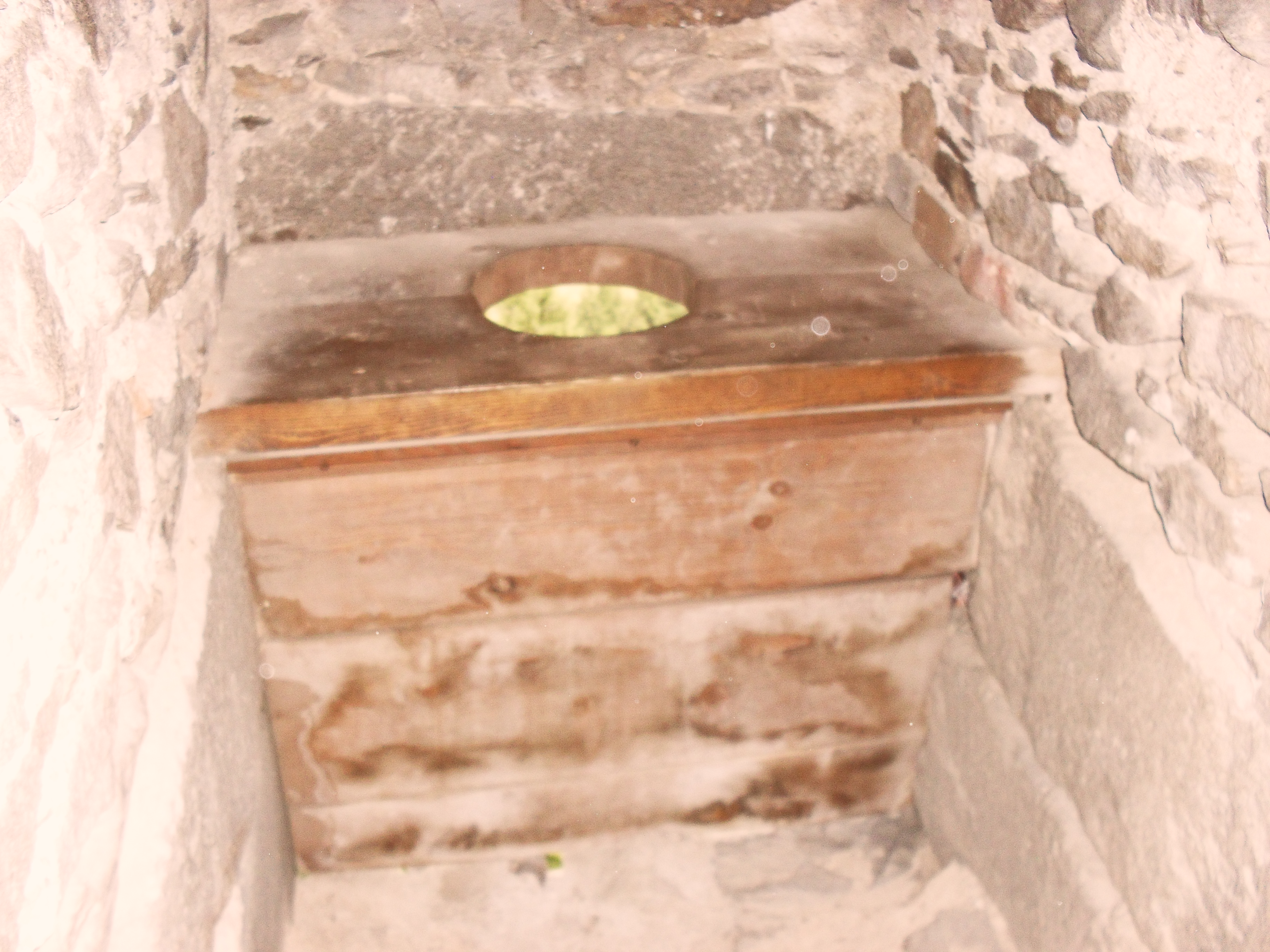
Prevét na hradu Kašperk

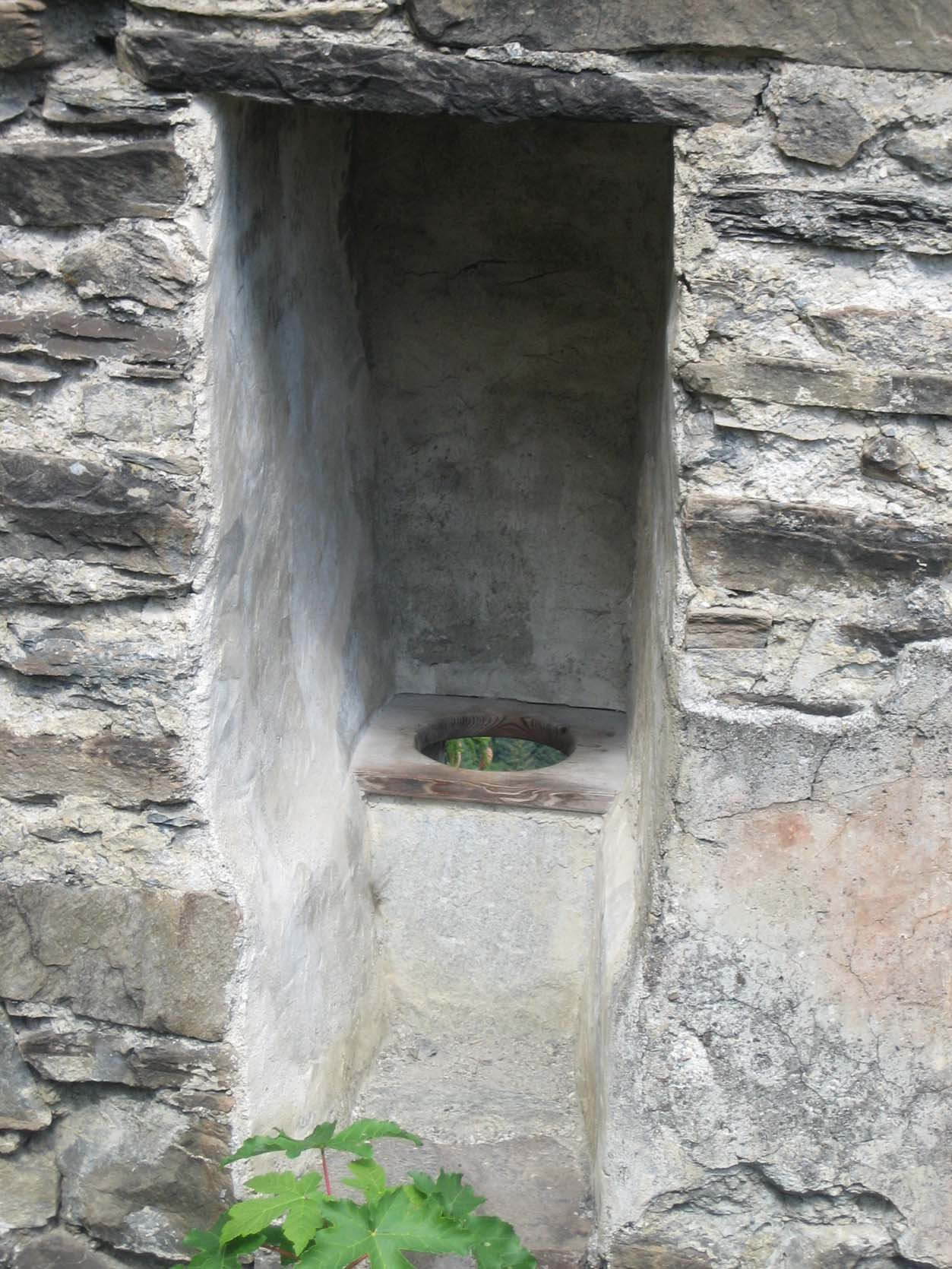
Prevét na zřícenině Obertagstein (Švýcarsko)

Prevét (z latinského locus privatus – soukromé místo) je typ středověkého záchodu. Objevuje se na hradech, zámcích i jiných stavbách. Jednalo se zpravidla o malé arkýře umístěné na krakorcích, které dotvářejí kolorit celé stavby. Žádný splachovací systém nebyl potřebný, neboť o patřičný odvod výkalů se zpravidla postarala sama gravitace. Tento výraz, respektive jeho počeštěná forma „prevít“, se stal nadávkou a synonymem pro nečestného člověka.

## Charakteristika
Obvykle měl podobu výklenku ve zdi nebo malého arkýře. V případě, že budovu obíhal parkán, mohl být prevét umístěný v parkánové zdi. S obytnou budovou ho potom spojoval můstek (např. na hradě v Písku). Na některých hradech mohly vzniknout dokonce i specializované záchodové věže (v Čechách např. na Křivoklátě). Nejstarším dochovaným záchodem v Česku je prevét na hradě Přimda.

## Pojmenování
Pro často tradovaný český ekvivalent výsernice chybí doklad v dobovém materiálu. Podle archiváře Štěpána Kohouta ze Zemského archivu v Opavě se pojem nevyskytuje v žádném z českých slovníků od poloviny 14. do poloviny 20. století, nezachytila jej ani žádná z moderních lexikografických pomůcek, věnovaných staré češtině, ať již tištěných, anebo elektronických. Pro označení sociálního zařízení se uvádějí ve staré češtině následující pojmy: Bartoloměj Klaret z Chlumce, Glossarius (cca 1360) – záchod /priveta/, sráč /cloaca/, potřebnie /latrina/ (první dva výrazy jednotlivě doloženy i dříve); Daniel Adam z Veleslavína, Nomenclator quadrilinguis (1598) – záchod, prevít, sroň; Václav Jan Rosa, Thesaurus linguae Bohemicae (1680) – záchod, trativod, sráč, srovod /prevít/; Jan Václav Pohl, Slovník řeči české (1783) – záchod, serna /Abtritt/. Zřejmě tak jde o neologismus z přelomu 20. a 21. století.